# Martisberg

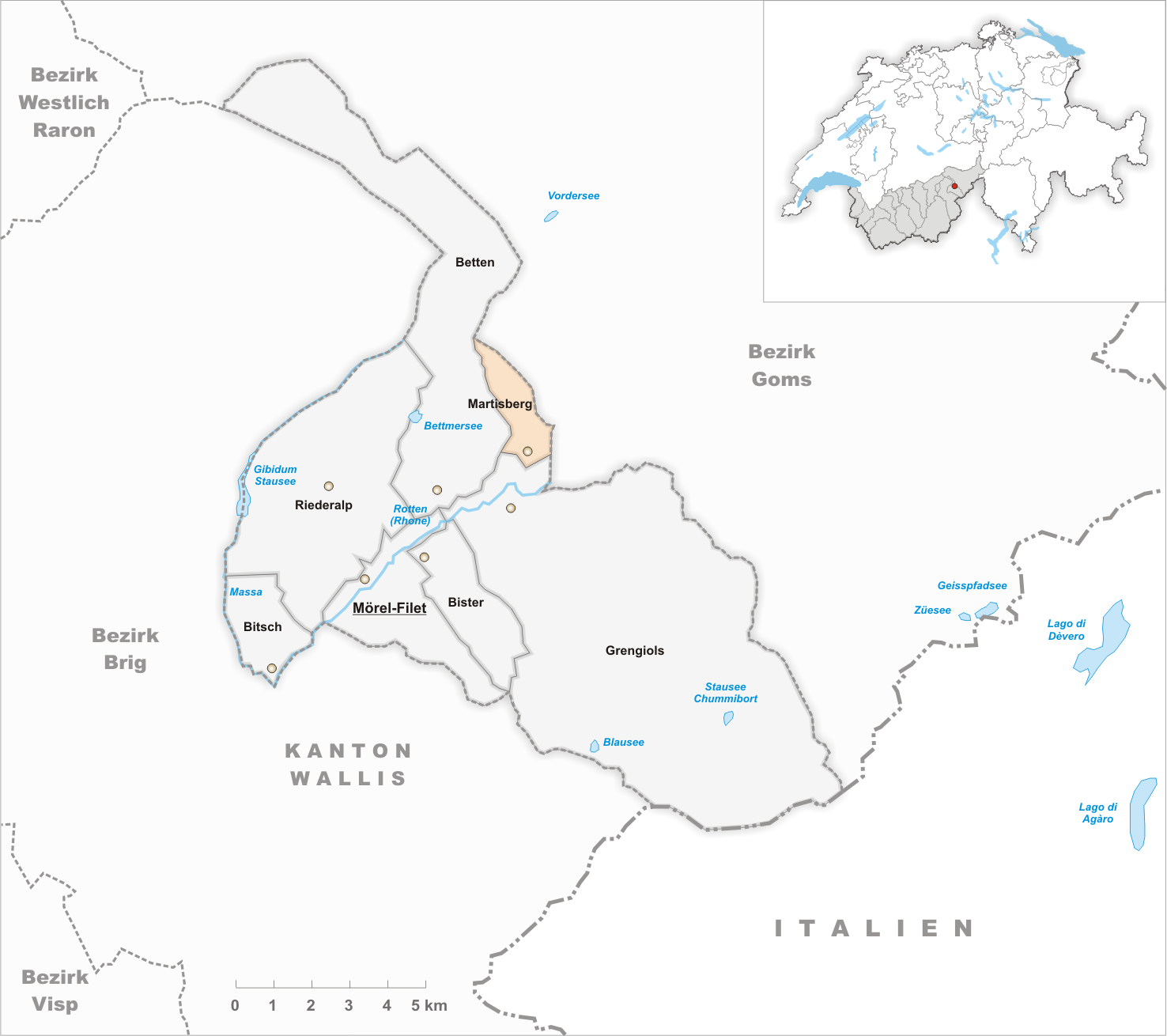
Gemeindestand vor der Fusion am 1. Januar 2014

Martisberg war bis am 31. Dezember 2013 eine Munizipalgemeinde im Bezirk Östlich Raron im deutschsprachigen Teil des Schweizer Kantons Wallis. Am 1. Januar 2014 fusionierte die Gemeinde mit Betten zur neuen Gemeinde Bettmeralp.
Mit nur noch 20 Einwohnern gehörte sie am 31. Dezember 2007 zu den drei kleinsten Gemeinden der Schweiz; drei Jahre zuvor hatte sie noch 28 Einwohner gezählt (1850: 90 Einwohner).

## Geographie
Martisberg liegt im Oberwallis auf der nördlichen Talseite hoch über dem Talboden des Rhonetals auf 1367 m ü. M. Als Gemeinde grenzte es bis am 31. Dezember 2013 im Norden und Osten an Lax, im Süden an Grengiols und im Westen an Betten.

## Geschichte
1311 erstmals bezeugt, bildete Martisberg von 1263 bis 1798 eine eigene Kastlanei. Kirchlich gehörte die 1351 erstmals als «communitas» erwähnte Gemeinde erst zu Mörel, ab 1634 zu Grengiols und seit 1959 zu Lax; die 1697 erwähnte Kapelle der heiligen Maria und des heiligen Martin (woher der Ortsname stammt) wurde 1950/1951 durch eine dem heiligen Antonius geweihte Kapelle ersetzt. 2014 schloss sich Martisberg der Munizipalgemeinde Betten an, die seither den in Touristikkreisen bekannteren Namen «Bettmeralp» trägt.

## Bevölkerung
| Bevölkerungsentwicklung | Bevölkerungsentwicklung | Bevölkerungsentwicklung | Bevölkerungsentwicklung | Bevölkerungsentwicklung |
| ----------------------- | ----------------------- | ----------------------- | ----------------------- | ----------------------- |
| Jahr                    | 1850                    | 1900                    | 1950                    | 2000                    |
| Einwohner               | 90                      | 86                      | 66                      | 27                      |